# Кузин, Константин Витальевич
Константин Витальевич Кузин (род. 11 февраля 1968, Енакиево) — российский предприниматель.
Председатель совета директоров ООО «Группа Мегаполис», член Законодательного Собрания Ростовской области (2003—2013), член Правления Союза работодателей Ростовской области, руководитель ростовского филиала Клуба политического действия «4 ноября», председатель президиума Региональной общественной организации «Федерация гольфа Ростовской области», член исполкома Ассоциации Гольфа России.

## Биография
- Родился 11 февраля 1968 года в городе Енакиево, Донецкая область, УССР. Служил в армии в Краснознамённом Северо-Кавказском военном округе.
- В 1992 году окончил Ростовский инженерно-строительный институт (РГСУ) по специальности инженер-строитель. В 1993 году организовал предприятие — компанию «Мегаполис», работающую в топливно-энергетической сфере.
- В 1998 году возглавил совет директоров текстильного предприятия «Донецкая Мануфактура М» (сейчас — Торгово-промышленная компания «ДМ Текстиль»). В 2000 году прошёл обучение в рамках Президентской программы переподготовки управленческих кадров.
- С 2003 по 2013 был депутатом Законодательного собрания Ростовской области.
- В 2004 году получил дополнительное образование в ГОУ ВПО «Ростовский государственный университет» по специальности Мастер делового администрирования /Master of Business Administration, MBA/.
- Член правления Союза работодателей Ростовской области, член исполкома Ассоциации Гольфа России.

## Награды
- Благодарность Президента России В. В. Путина за большой вклад в становление отечественной экономики (2000).
- Памятная медаль «За заслуги в укреплении конкурентоспособности России» (2004).
- Медаль ордена «За заслуги перед Отечеством II степени» (2006).[7]
- Благодарность Губернатора Ростовской области «За большой вклад в социально-экономическое развитие Ростовской области» (2007).
- Медаль «За доблестный труд на благо Донского края» (2013).[8]
- Почетная РСПП грамота за значительный вклад в развитие отечественной промышленности и предпринимательства (2020).